# FlyPath
FlyPath — файловый менеджер для Mac OS X. 

## Описание
Разработан программистами компании TARI из Словении. Имеет панель навигации, браузер, выбор приложений для открытия типов файлов, немедленное отображение изменений файловой системы и другие полезные функции.